# Ataenius asper
Ataenius asper är en skalbaggsart som beskrevs av Rudolph Petrovitz 1975. Ataenius asper ingår i släktet Ataenius och familjen Aphodiidae. Inga underarter finns listade.